# Дом Периньйон (шампанське)

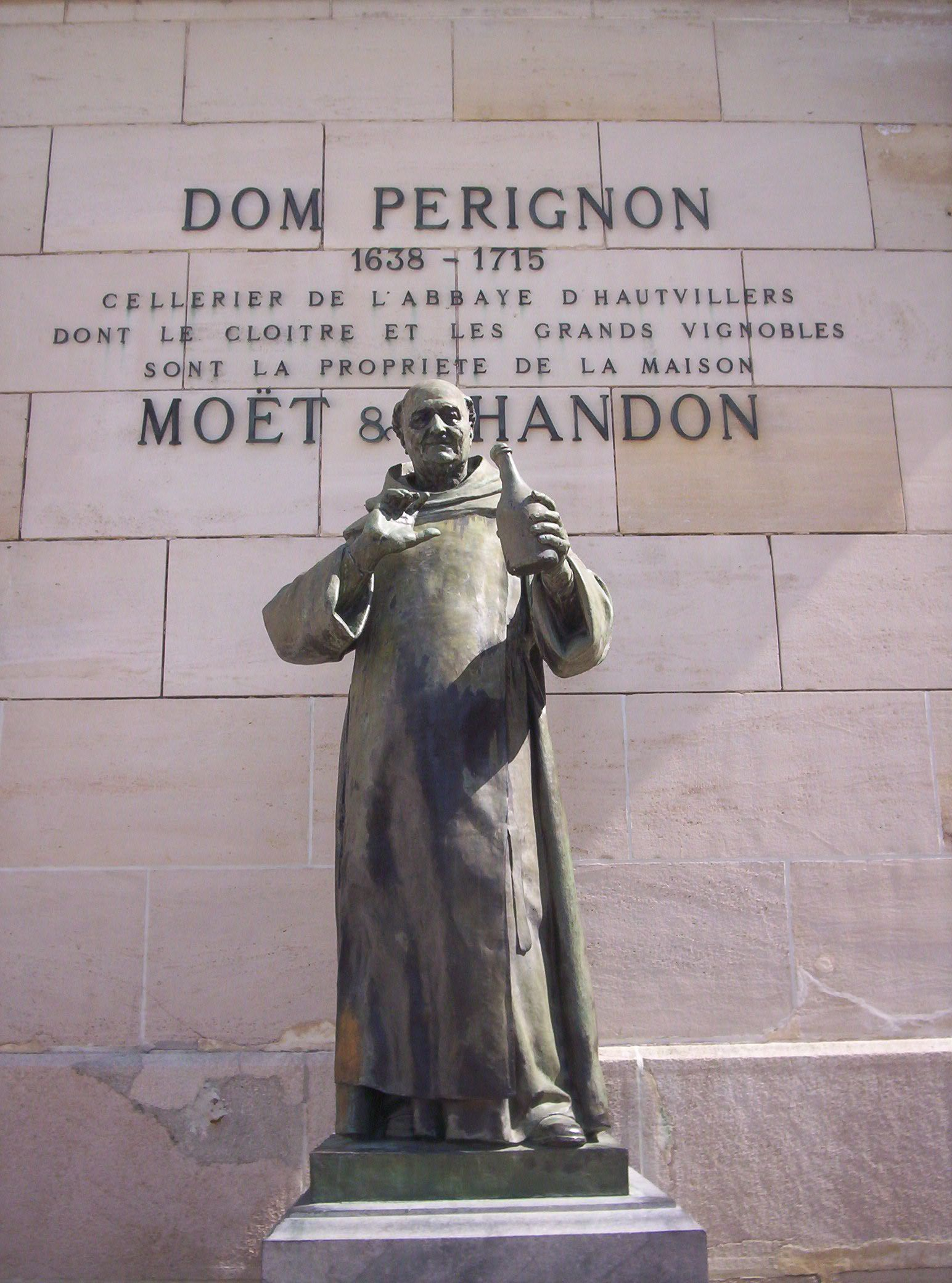
Дом Периньйон

Дом Периньйо́н (фр. Dom Pérignon, dɔ̃ peʁiɲɔ̃) — марка шампанського преміум-класу великого французького виробника Моет і Шандон. Названа на честь ченця-бенедиктинця П'єра Периньйона, який за легендою винайшов метод шампанізації для виробництва ігристих вин. «Dom Pérignon Prestige Cuvee» є міллезімним шампанським, тобто виготовленим з винограду року врожаю, зазначеного на пляшці, як правило, це особливо вдалий рік з погляду виноробства. Під маркою Дом Периньйон виробляються два типи шампанського: біле брют і рожеве брют.
Об'єм пляшок шампанського: класична 0,75 л., 1,5 л., 3 л. і 6 літрів.

## Історія
Вперше «Dom Pérignon Prestige Cuvee» був виготовлений в 1921 році, але через Велику депресію 1930-х років, з'явився в продажу лише в 1936 році. Через кілька років у каталозі лондонського аукціону Крісті, була зареєстрована пляшка врожаю 1926 року, як другий міллезім, але офіційно в карті міллезимів дому Моет і Шандон вона була відсутня. Наступним, після врожаю 1921 року, йшов легендарний 1928 рік. Пляшки врожаю 1926 року — не підробка, а невеличка партія-замовлення для фірми Simon Brothers & Co. Пляшка 1926 року виглядала, як «Dom Pérignon Prestige Cuvee» в оригінальній пляшці-копії з XVIII століття, з оригінальною етикеткою і оригінальним шрифтом. Але, назву шампанського не було вказано. На лицьовій етикетці пляшки було написано: «Шампанське ексклюзивно поставлене на честь 100-річного ювілею компанії „Simon Brothers & Co“ 1835—1935». Це була одна з 300 пляшок поставлена британському партнерові для його 150 клієнтів, як подарунок до ювілею. Спершу марка належала дому Мерсьє, але в 1930 році була перепродана Моет і Шандон.
Дом Періньйон (1638-1715) був монахом і майстром погребів у бенедиктинському абатстві в Отвільє. Він започаткував низку виноробних технологій близько 1670 року - першим почав змішувати виноград таким чином, щоб покращити якість вина, збалансувати один компонент з іншим для створення кращого цілого, а також усунути низку його недоліків; удосконалив мистецтво виробництва білих вин з чорного винограду шляхом розумних маніпуляцій з пресами; посилив тенденцію шампанських вин зберігати природний цукор, щоб природним чином викликати вторинну ферментацію навесні; був майстром у виборі часу для розливу вин у пляшки, щоб зафіксувати утворення бульбашок. Він також запровадив корки (заміну дерев'янним), які кріпилися до пляшок конопляною ниткою, просоченою олією, щоб зберегти вина свіжими та ігристими, і використовував товстіше скло, щоб зміцнити пляшки (які в той час були схильні до вибуху). Розвиток ігристих вин поступово відбувався в 19 столітті, більш ніж через століття після смерті Дом Періньона.
Вино одразу ж привернуло увагу ринку, і незабаром 100 ящиків врожаю 1921 року було відправлено до Сполучених Штатів, цього разу вже з назвою Dom Pérignon. Джеймс Б'юкенен Дюк, мільярдер, який заснував Американську тютюнову компанію, замовив 100 пляшок для себе. 17 пляшок, проданих на аукціоні Christie's у Нью-Йорку в червні 2004 року, були частиною цього замовлення (Доріс Дюк, дочка мільярдера, зберігала їх у своєму підвалі). За словами нинішнього керівника погребу Dom Pérignon Річарда Джеффруа (2012), який з 1990 року обіймає посаду шеф-кухаря печери Dom Pérignon, вино 1921 року має "особливий букет, що складається з сандалового дерева, ванілі та праліне"
До 1943 року врожай Dom Pérignon виробляли зі звичайного вінтажного шампанського Moët & Chandon, яке після тривалої витримки переливали у спеціальні пляшки у стилі 18-го століття. Таким чином, це був фактично "енотечний" ( в оригіналі "oenothèque" ) випуск Moët & Chandon в іншій пляшці. Починаючи з врожаю 1947 року, Dom Pérignon випускається окремо.
У 1971 році шах Ірану (Мохаммед Реза Пахлаві) замовив кілька пляшок першого врожаю Dom Pérignon Rosé (1959) для святкування 2500-річчя Перської імперії. Пляшка цього шампанського з того замовлення була продана на аукціоні за 24 758 євро у 2008 році.
У 1981 році Dom Pérignon був обраний для весілля леді Діани Спенсер та принца Чарльза. Магнуми Dom Pérignon Vintage 1961 року, що подавалися на цьому весіллі 29 липня, мали спеціальну емблему, створену спеціально для цієї церемонії.

## Виробництво

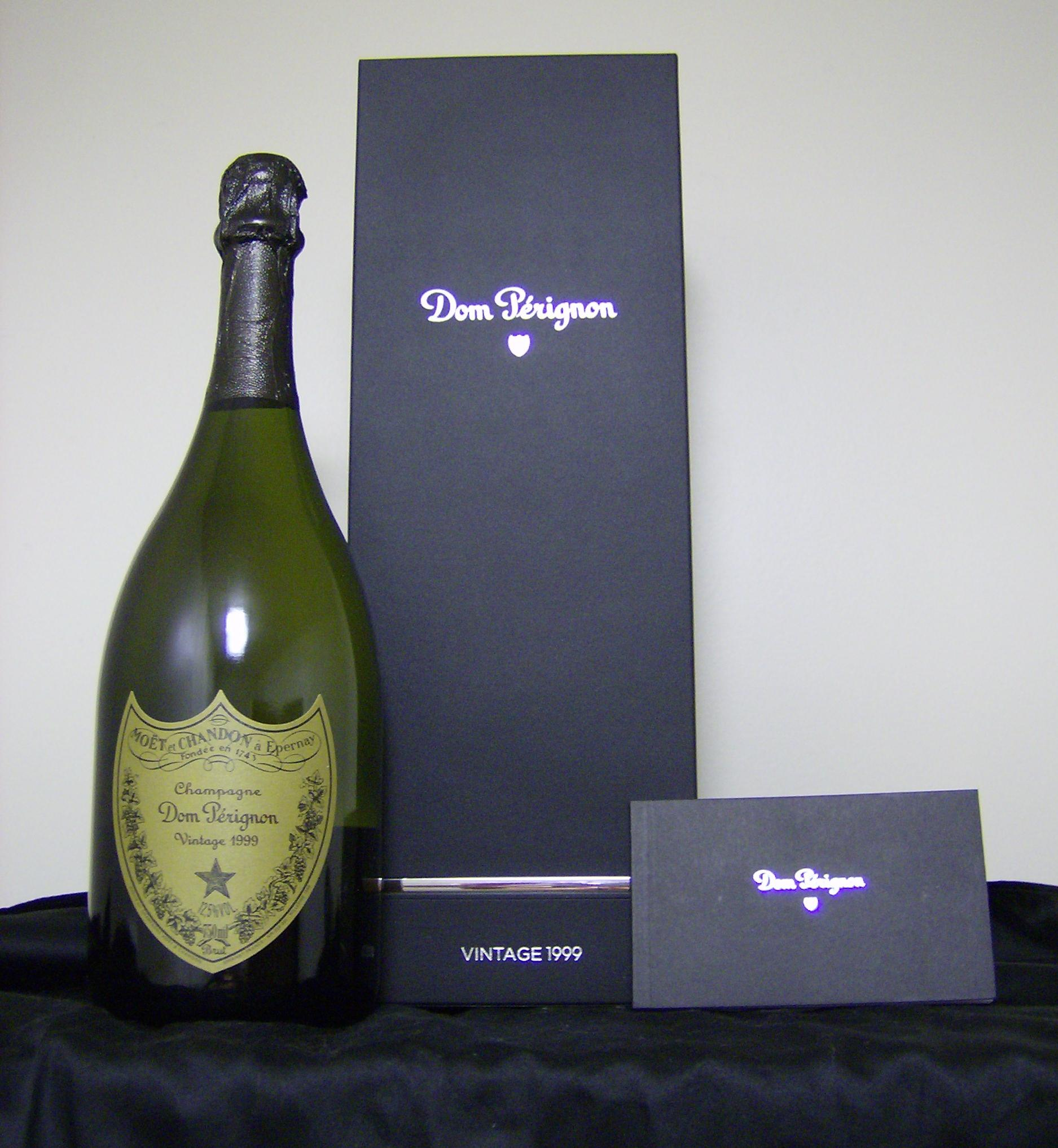
Dom Pérignon 1999 Vintage

Для виробництва Дом Периньйон Кюве (Dom Pérignon Cuvee) використовують виноград, зібраний з виноградників категорії Гран Крю і прем'єр Крю, придбаних фірмою Моет і Шандон в 1820 році у абатства Отвілле, і з виноградників, що належать дому шампанських вин Лансон :
- Aÿ-Champagne Grand Cru
- Bouzy Grand Cru
- Cramant Grand Cru
- Le Mesnil-sur-Oger Grand Cru
- Verzenay Grand Cru
- Hautvillers Premier Cru

У оголошений рік врожаю виробляється майже 200 тис. ящиків «Дом Периньйон».
Сортовий склад «Dom Pérignon Cuvee»: 55 % шардоне і 45 % Піно Нуар. Витримується в пляшках на осаді не менше 12 місяців. Вино Врожаю:1921, 1928, 1929, 1943, 1949, 1952, 1953, 1955, 1959, 1961, 1962, 1964, 1966, 1969, 1970, 1971, 1973, 1975, 1976, 1978, 1980, 1982, 1983, 1985, 1986, 1988, 1990, 1992, 1993, 1995, 1996, 1998, 1999, 2000.
Сортовий склад «Dom Pérignon Cuvee Rosé»: 50 % шардоне і 50 % Піно Нуар. Витримується в пляшках на осаді не менше 12 місяців. Року врожаїв:1959, 1966, 1973, 1980, 1982, 1985, 1986, 1988, 1990, 1992, 1993, 1995, 1996, 1998.
Станом на 2007 рік, поточним міллезимом для білого «Dom Pérignon Cuvee» є 2000, а для рожевого «Dom Pérignon Cuvee Rosé» 1998.

## P2
P2, що означає "друга повнота". Dom Pérignon обирає найкращий виноград з будь-якого з 17 Гран Крю, включаючи легендарний Premier Cru, Hautvillers, і випускає його з трьома різними періодами дозрівання, які називаються Plénitudes. Після майже 15 років повільної трансформації в підвалах смак, за словами представників Dom Perignon, "стає ширшим, глибшим, довшим, інтенсивнішим - і обдаровує ще більшою довговічністю".
Це результат додаткового часу дозрівання, який постійно контролюється і дегустується шеф-кухарем ( сомельє) печери, щоб визначити ідеальний час для дегустації.
Перша Plénitude - це Dom Perignon, випущений після 8-9 років витримки на осаді. Друге Plénitude випускається після 15-20 років витримки на осаді. P3 випускається після значно більшої витримки на осаді і в дуже невеликих кількостях.

## Ексклюзивні набори
У вересні 2008 року, представлено ексклюзивний набір «Stolen Kisses by Sylvie Fleury», що складається з пляшки рожевого шампанського 1998 року врожаю і двох кришталевих келихів з виконаними вручну відбитками губної помади. Набір створений у співпраці з відомим швейцарським архітектором і дизайнером Сільвією Флері в кількості 999 пронумерованих примірників.
До різдвяних свят 2007 року, представлений ексклюзивний набір "Dom Pérignon Rosé Guitar Case by Karl Lagerfeld ", що складається з шести пляшок рожевого шампанського і трьох кришталевих келихів, поміщених у перероблений гітарний футляр, оформлений відомим німецьким дизайнером Карлом Лагерфельдом. Виконаний у рожевому кольорі, футляр для гітари, майстерно перероблений у футляр для шести пляшок шампанського і трьох келихів, зроблений вручну і покритий зовні шкірою окуня, а всередині — шкірою ягняти. У колекцію з шести пляшок входять рожеві вина декількох урожаїв, а саме три пляшки врожаю 1996 року, дві пляшки врожаю 1986 року і одна пляшка 1966 року врожаю. Покупцеві набору від імені фірми, на пафосній презентації, представляли цей унікальний набір топ-моделі Єва Герцигова і Бред Креніг. Орієнтовна ціна набору 100 тис. євро.

## Стиль
Dom Pérignon - це завжди ассамбляж винограду Піно нуар і Шардоне, хоча остаточний склад змінюється кожного врожаю: іноді купаж в ідеально рівних пропорціях (наприклад, Розе 1990 року), іноді до 60% Шардоне (1982) або 60% Піно нуар (1969), і лише одного разу перевищує 60% (з 65% Шардоне в 1970 році).Згідно з Маніфестом і блогом Річарда Джеффруа: "Dom Pérignon виражає свою першу повноту після семи років у погребі", з другою повнотою через 12-15 років після врожаю (перший випуск Œnothèque, тепер позначається як P2) і третьою повнотою через 30-40 років (другий випуск Œnothèque, тепер позначається як P3).[Приблизно з 2016 року виробник перестав використовувати позначення Œnothèque і почав маркувати нові випуски з множинністю як P2 або P3, що надає більше ясності щодо дати розпакування, ніж позначення Œnothèque. Виноград, що входить до складу купажу, походить з найкращих, найбільш освітлених сонцем ділянок. Серена Саткліфф коментує: "З віком Dom Pérignon набуває абсолютно спокусливого аромату свіжих тостів і кави, одного з найбільш інтригуючих ароматів шампанського".

## Поточне виробництво
Кількість пляшок, вироблених у кожному врожаї точно не визначена, хоча вона становить щонайменше 5 мільйонів пляшок.
Станом на березень 2024 року поточний випуск Dom Pérignon - з врожаю 2013 року, а поточний випуск Dom Pérignon Rosé - з врожаю 2008 року.

## Аукціонний ринок
Dom Pérignon часто продається на винних аукціонах, де його часто називають "DP". Хвиля аукціонних цінових рекордів розпочалася у 2004 році з продажу колекції Доріс Дюк на аукціоні Christie's у Нью-Йорку. Три пляшки Dom Pérignon 1921 року продали за 24 675 доларів США. У 2008 році два аукціони Acker, Merral & Condit також залишили свій слід в історії Dom Pérignon: три магнуми Dom Pérignon Œnothèque (1966, 1973 і 1976) були продані за 93 260 доларів США в Гонконзі, а лот з двох пляшок легендарного Dom Pérignon Rosé Vintage 1959 року був проданий за 84 700 доларів США в Нью-Йорку. Було вироблено лише 306 пляшок рожевого Vintage 1959 року, і вони ніколи не були продані. У 1971 році його подавали в Персеполісі на пишному святкуванні 2500-річчя заснування Перської імперії Кіром ІІ Великим.
17 квітня 2010 року у Великобританії було встановлено новий рекорд з продажу вина, повідомляє The Daily Telegraph. Покупець заплатив понад 35 000 фунтів стерлінгів за шампанське Methuselah (6 літрів) 1996 року Dom Perignon Champagne Rose (Rose Gold). Ця угода відбулася в готелі Westbury на вечірці після показу нового фільму "Бугі-вугі".
Вертикаль Dom Pérignon Rosé Œnothèque, світова прем'єра з резервного підвалу Dom Pérignon, яка ніколи раніше не випускалася в продаж, була продана за рекордну ціну на винному аукціоні, організованому Sotheby's в Гонконзі в травні 2010 року. Лот з 30 пляшок Dom Pérignon Œnothèque Rosé 1966, 1978, 1982, 1985, 1988 і 1990 років випуску був проданий за 1 331 000 гонконгських доларів (170 641 доларів США), що стало світовим аукціонним рекордом для однієї партії шампанського і першим лотом вина вартістю 1 мільйон гонконгських доларів, проданим Sotheby's в Гонконзі.